# Alberto Alberani
Alberto Alberani Samaritani (Firenze, 22 maggio 1947) è un ex pallanuotista italiano, vincitore di una medaglia d'argento alle olimpiadi di Montreal 1976. Con la Pro Recco ha conquistato dieci campionati italiani e una Coppa dei Campioni, con la Fiat Torino nel 1980 è stato vicecampione d'Italia, mentre con la nazionale si è laureato campione del mondo a Berlino 1978 ed ha conquistato il bronzo ai mondiali di Cali 1973.